# ميغيل أنخيل سانشو
ميغيل أنخيل سانشو (بالإسبانية: Miguel Ángel Sancho)‏ هو منافس ألعاب قوى إسباني، ولد في 24 أبريل 1990 في بلنسية في إسبانيا.

## وصلات خارجية
- ميغيل أنخيل سانشو على موقع الاتحاد الدولي لألعاب القوى (الإنجليزية)